# Троицкий, Пётр Васильевич (мученик)
Пётр Васильевич Троицкий (29 января (10 февраля) 1889 — 13 января 1938) — псаломщик, канонизирован Русской православной церковью как мученик.

## Биография
Родился в селе Макшеево Коломенского уезда Московской губернии в семье диакона Василия Троицкого. Окончил духовное училище и поступил в Московскую духовную семинарию, где по семейным обстоятельствам проучился один год.
С 1915 года Пётр Троицкий служил псаломщиком в храме в своём селе. 
3 ноября 1937 года был арестован по обвинению в антисоветской агитации среди жителей села. 17 ноября 1937 года тройка НКВД приговорила Петра Троицкого к восьми годам заключения в исправительно-трудовом лагере. 
Умер 13 января 1938 года и был похоронен в неизвестной могиле недалеко от города Медвежьегорска в Карелии.
Причислен к лику святых Русской православной церкви в 2000 году.